# أوتشة
أوتشة (بالإنجليزية: Ucheh)‏ هي مستوطنة تقع في قسم اجارود الشرقي الريفي (مقاطعة غرمي) في إيران. يقدر عدد سكانها بـ 67 نسمة .